# Palaemoninae
Sous-famille
Les Palaemoninae sont une sous-famille de crustacés décapodes du groupe des crevettes, au sein de la famille des Palaemonidae.
Cette sous-famille a été créée par Constantine Samuel Rafinesque (1783-1840) en 1815.

## Liste des genres
Selon World Register of Marine Species (26 décembre 2015) :
- genre Allobrachium Jayachandran, 2001
- genre Arachnochium Wowor & Ng, 2010
- genre Brachycarpus Spence Bate, 1888
- genre Calathaemon Bruce & Short, 1993
- genre Coutierella Sollaud, 1914
- genre Creaseria Holthuis, 1950
- genre Cryphiops Dana, 1852
- genre Exopalaemon Holthuis, 1950
- genre Leander Desmarest, 1849
- genre Leandrites Holthuis, 1950
- genre Leptocarpus Holthuis, 1950
- genre Leptopalaemon Bruce & Short, 1993
- genre Macrobrachium Spence Bate, 1868
- genre Nematopalaemon Holthuis, 1950
- genre Neopalaemon H.H.Jr. Hobbs, 1973
- genre Palaemon Weber, 1795
- genre Palaemonetes Heller, 1869
- genre Pseudopalaemon Sollaud, 1911
- genre Rhopalaemon Ashelby & De Grave, 2010
- genre Tenuipedium Wowor & Ng, 2010
- genre Troglindicus Sankolli & Shenoy, 1979
- genre Troglocubanus Holthuis, 1949
- genre Troglomexicanus Villalobos, Alvarez & Iliffe, 1999
- genre Urocaridella Borradaile, 1915

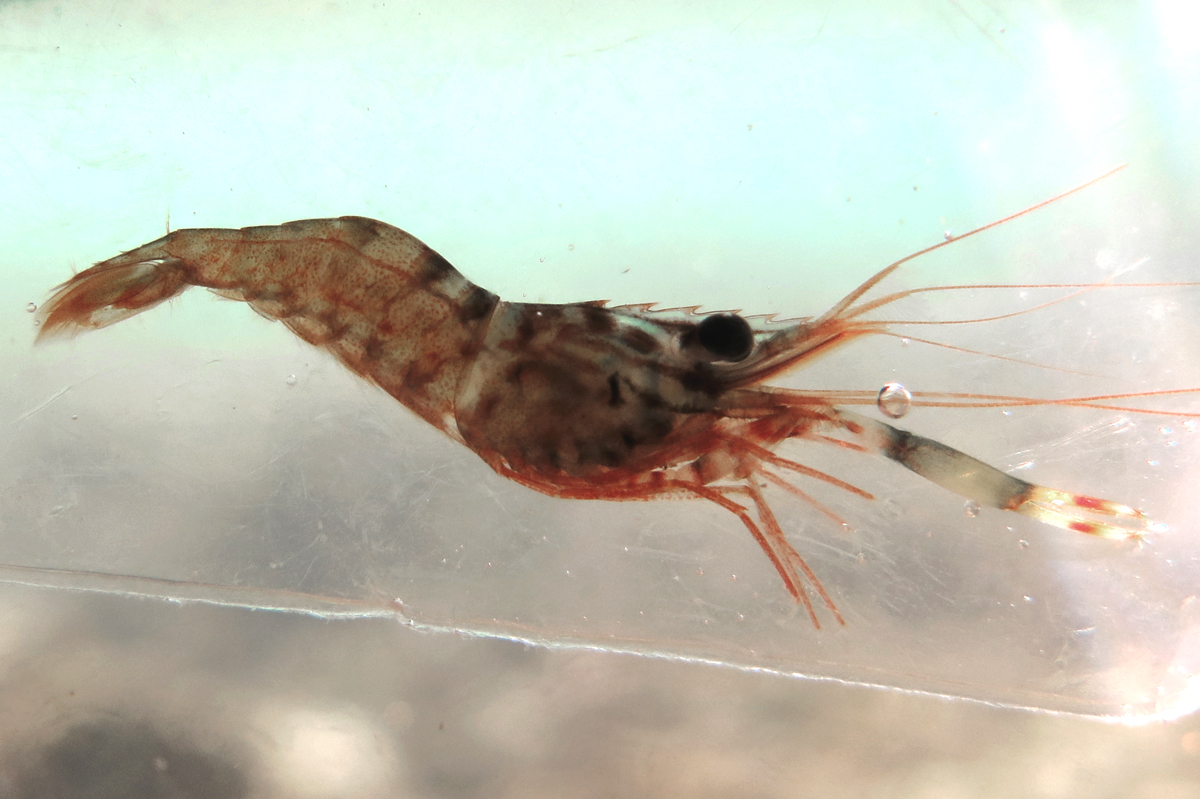
Brachycarpus biunguiculatus
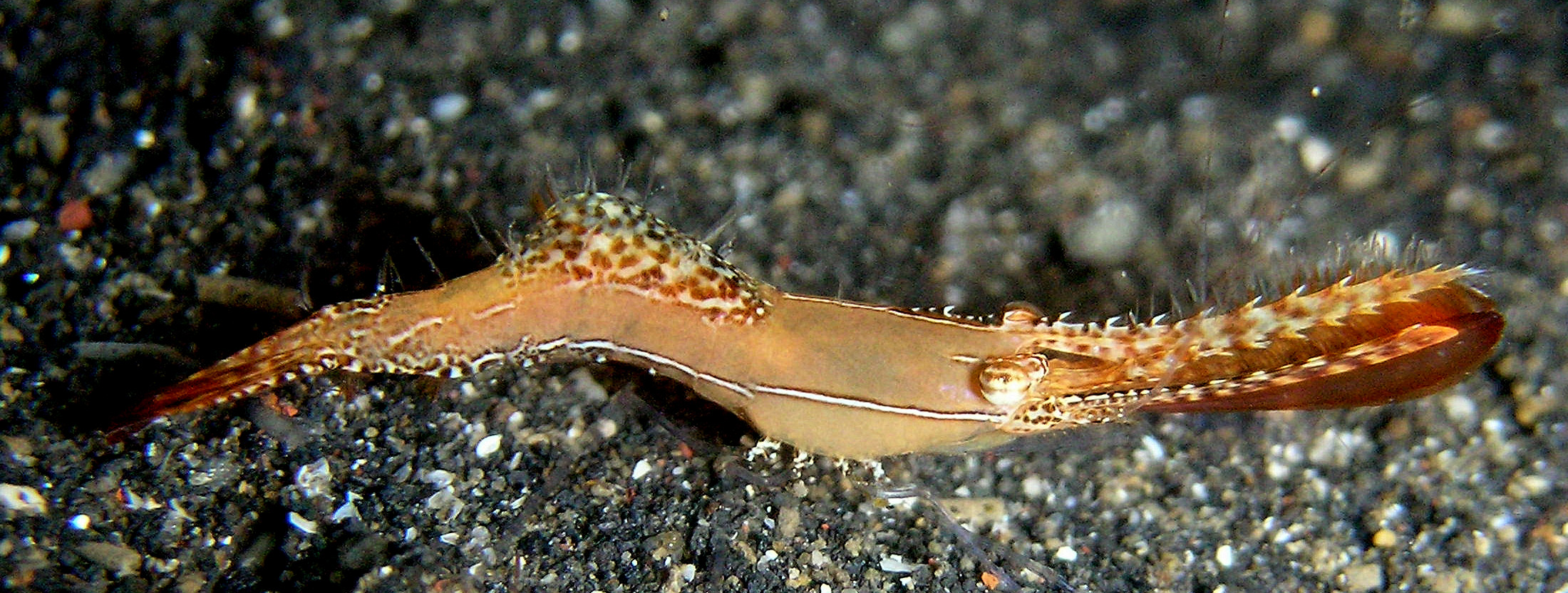
Leander plumosus
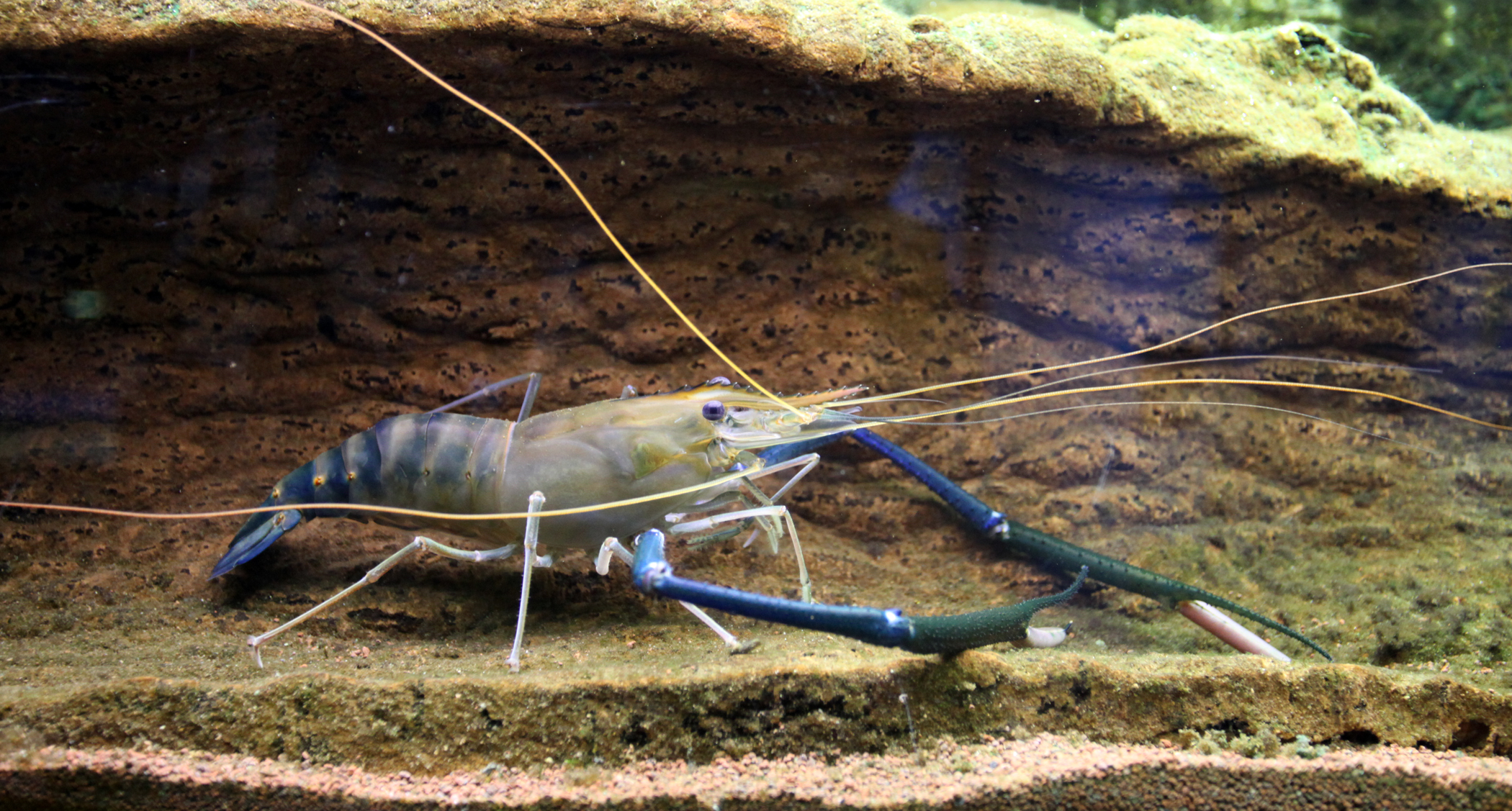
Macrobrachium rosenbergii
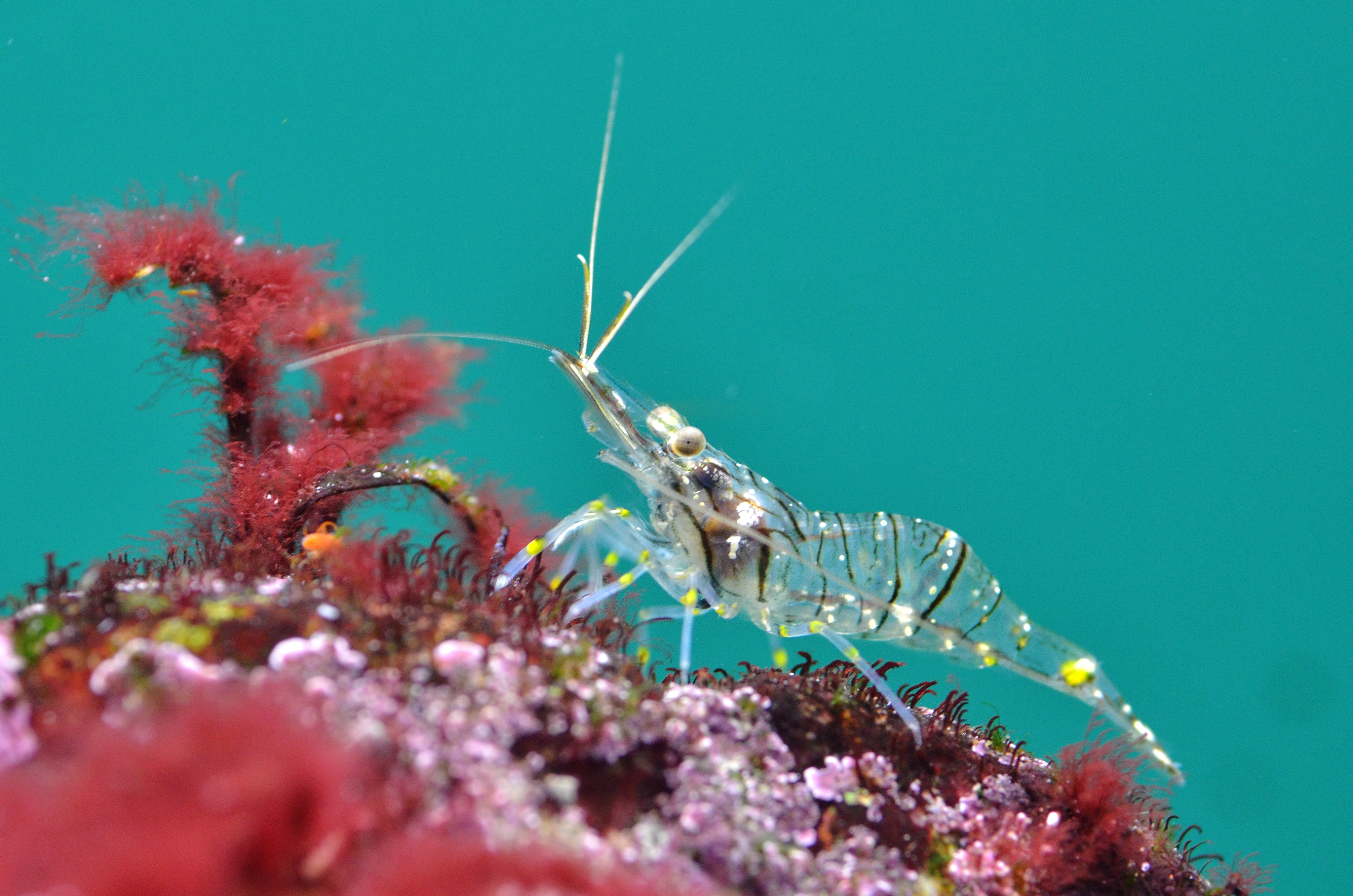
Palaemon serratus
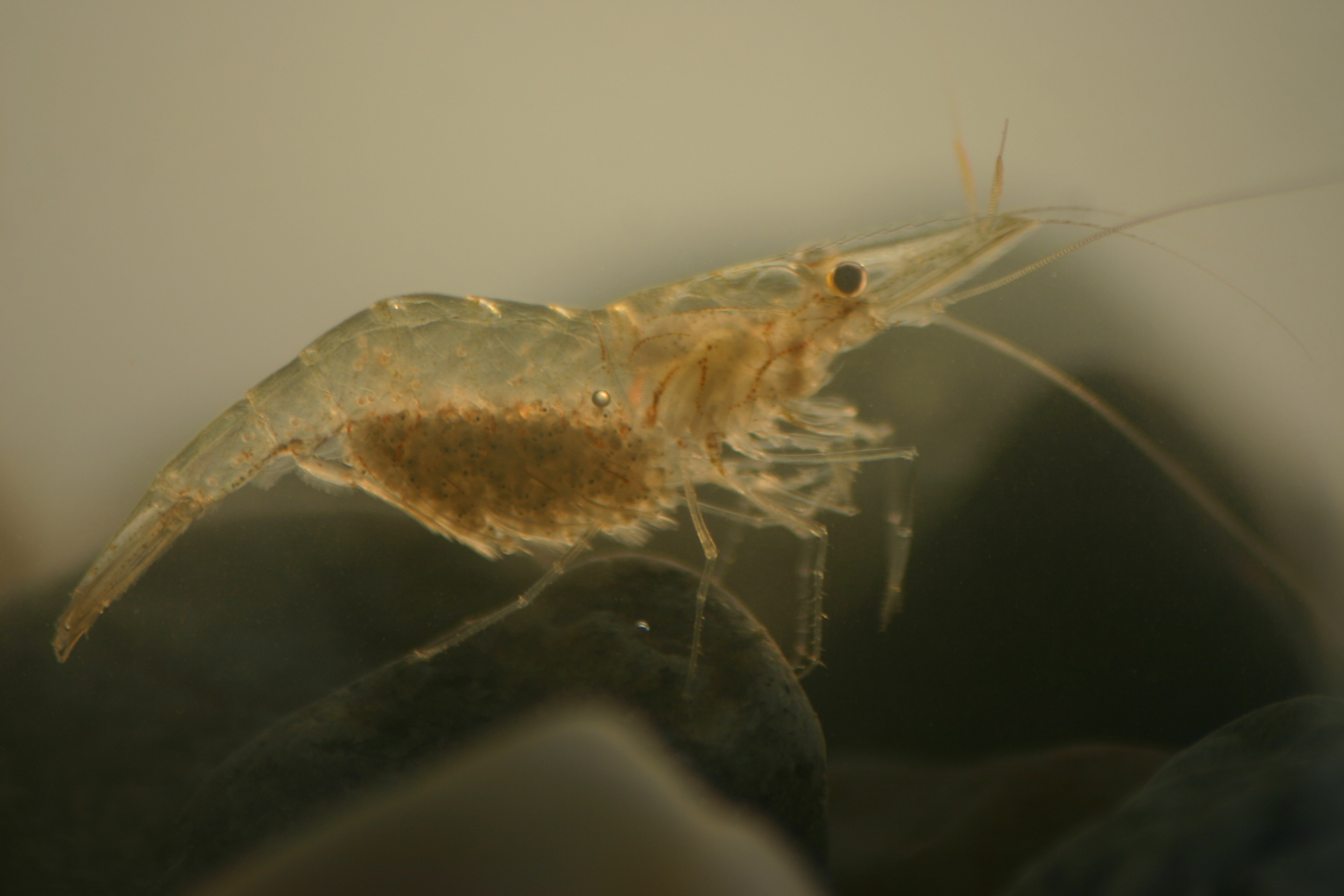
Palaemon pugio
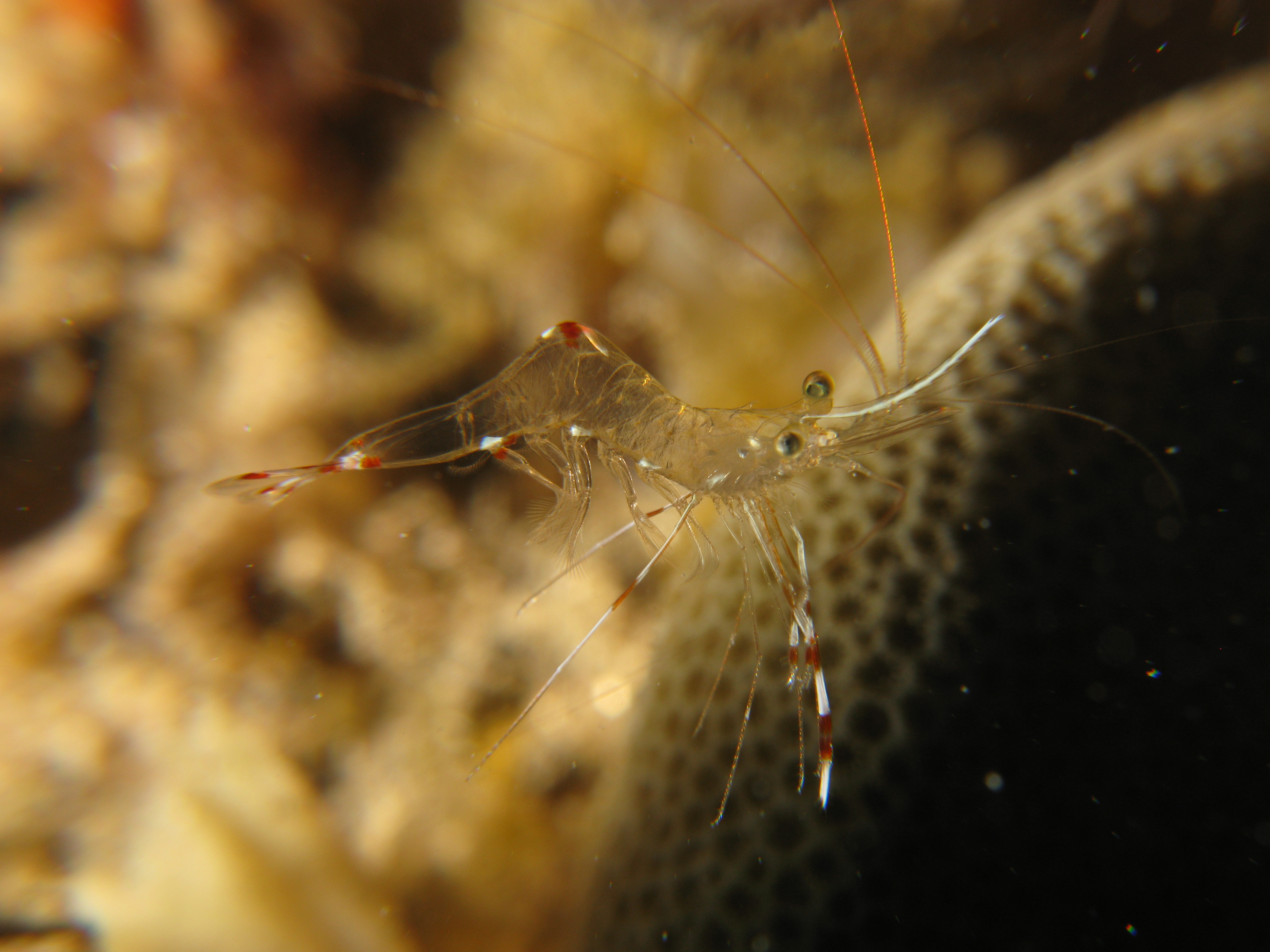
Urocaridella Antonbruunii